# Good Feeling (canción)
«Good Feeling» —en español: Buen presentimiento— es una canción del cantante estadounidense Flo Rida, perteneciente al álbum Wild Ones. El sencillo contiene elementos de la canción «Levels» del DJ y productor sueco Avicii, que a su vez, contiene un sampleo vocal de la canción Something's Got A Hold On Me de la cantante estadounidense de soul, Etta James. La canción fue escrita y producida, en gran parte, por Dr. Luke y Cirkut. Este sencillo alcanzó la posición número 3 en el Billboard Hot 100 y logró ubicarse dentro de los 10 primeros lugares en 16 países. Good Feeling fue estrenado el 29 de agosto de 2011 en la cuenta oficial de Flo Rida en YouTube y lanzado su video el 21 de octubre de 2011 en el mismo canal del artista.
Esta canción fue usada como el tema oficial de los eventos WWE Survivor Series 2011 y WrestleMania 28.

## Antecedentes y composición
| «Esto es legendario, tenemos a Etta James colaborando. Es muy loco». —Flo Rida a MTV News sobre la colaboración. |

"Good Feeling" forma parte del álbum Wild Ones. Dr. Luke, uno de los productores de la canción, colaboró con Flo Rida para la elaboración del tema "Right Round" en 2009. "Good Feeling" contiene sonido de guitarra acústica, sonidos computarizados y de teclado sobre el sample de "Levels" de Avicii el cual se basó en el sample de Something's Gotta Hold On Me de Etta James.
Entre los autores (escritores y productores) se puede mencionar a Avicii, Dr. Luke, Cirkut, Etta James y el intérprete de la canción, Flo Rida.
La canción fue compuesta principalmente en París y Miami por varias personas, incluida Flo Rida, alrededor de 2011.

## Video musical
El video del tema Good Feeling alcanzó gran popularidad en YouTube logrando así en tan solo cuatro meses (febrero de 2012) las más de 65 millones de visitas y contó con la participación del rapero Snoop Dogg además de ser filmado en algunos países de Europa como Italia y Francia.
En una parte del video puede observársele en sus manos junto a un IPad, elemento que es relacionado con una cámara que lo enfoca y, que por otro lado, lo graba.

## Formatos
- Descarga digital

| «Good Feeling» - CD single |                                  |          |  |
| N.º                        | Título                           | Duración |  |
| 1.                         | «Good Feeling»                   | 4:06     |  |
| 2.                         | «Good Feeling» (Jaywalker Remix) | 4:51     |  |

| «Good Feeling» - Descarga digital |                |          |  |
| N.º                               | Título         | Duración |  |
| 1.                                | «Good Feeling» | 4:06     |  |

| «Good Feeling» - Descarga digital (remixes) |                                         |          |  |
| N.º                                         | Título                                  | Duración |  |
| 1.                                          | «Good Feeling»                          | 4:06     |  |
| 2.                                          | «Good Feeling» (Bingo Players Remix)    | 5:33     |  |
| 3.                                          | «Good Feeling» (Hook N Sling Remix)     | 6:15     |  |
| 4.                                          | «Good Feeling» (Carl Tricks Remix)      | 5:40     |  |
| 5.                                          | «Good Feeling» (Sick Individuals Remix) | 6:18     |  |
| 6.                                          | «Good Feeling» (Jaywalker Remix)        | 4:51     |  |
| 7.                                          | «Good Feeling» (J.O.B Remix)            | 5:50     |  |
| 8.                                          | «Good Feeling» (Seduction Remix)        | 4:45     |  |

## Posicionamiento en listas y certificaciones
| Lista (2011–2012)                      | Máxima posición |
| -------------------------------------- | --------------- |
| Alemania (Offizielle Deutsche Charts)  | 1               |
| Australia (ARIA)                       | 4               |
| Austria (Ö3 Austria Top 40)            | 1               |
| Bélgica (Flandes) (Ultratop 50)        | 10              |
| Bélgica (Valonia) (Ultratop 50)        | 4               |
| Bulgaria (Singles Top 40)              | 5               |
| Brasil (Hot 100 Airplay)               | 21              |
| Canadá (Canadian Hot 100)              | 2               |
| Croacia (Airplay Radio Chart)          | 5               |
| Dinamarca (Tracklisten)                | 14              |
| Escocia (The Official Charts Company)  | 1               |
| Eslovaquia (Radio Top 100 Chart)       | 18              |
| España (Top 100 Canciones)             | 11              |
| Estados Unidos (Billboard Hot 100)     | 3               |
| Estados Unidos (Pop Songs)             | 1               |
| Estados Unidos (Hot Dance Club Songs)  | 32              |
| Estados Unidos (Hot R&B/Hip-Hop Songs) | 80              |
| Estados Unidos (Rap Songs)             | 8               |
| Finlandia (OFC)                        | 7               |
| Francia (SNEP)                         | 3               |
| Hungría (Rádiós Top 40)                | 2               |
| Hungría (Dance Top 40)                 | 2               |
| Irlanda (IRMA)                         | 1               |
| Israel (Media Forest)                  | 2               |
| Japón (Japan Hot 100)                  | 36              |
| México (Mexican Airplay)               | 5               |
| Noruega (VG-lista)                     | 7               |
| Nueva Zelanda (Recorded Music NZ)      | 5               |
| Países Bajos (Mega Single Top 100)     | 69              |
| Polonia (ZPAV)                         | 4               |
| Polonia (Dance Top 50)                 | 29              |
| Portugal (Singles Top 50)              | 15              |
| Reino Unido (UK Singles Chart)         | 1               |
| Reino Unido (UK R&B Chart)             | 1               |
| República Checa (Radio Top 100 Chart)  | 8               |
| Rumania (Romanian Top 100)             | 5               |
| Sudáfrica (Mediaguide)                 | 1               |
| Suecia (Sverigetopplistan)             | 4               |
| Suiza (Schweizer Hitparade)            | 3               |
| Venezuela (Pop Rock General)           | 3               |

| País           | Lista (2011)                                | Posición |
| -------------- | ------------------------------------------- | -------- |
| Alemania       | German Singles Chart                        | 43       |
| Australia      | Australian Singles Chart                    | 20       |
| Austria        | Austrian Singles Chart                      | 56       |
| Hungría        | Hungarian Airplay Chart                     | 62       |
| Suiza          | Swiss Singles Chart                         | 74       |
| Estados Unidos | Top 50 Los Mejores Videos del 2011 (Centro) | 49       |
| País           | Lista (2012)                                | Posición |
| Reino Unido    | UK Singles Chart                            | 40       |
| Estados Unidos | Billboard Hot 100                           | 16       |

| País           | Organismo certificador | Certificación | Ventas  |
| -------------- | ---------------------- | ------------- | ------- |
| Alemania       | BMVI                   | Platino       | 300 000 |
| Australia      | ARIA                   | 5× Platino    | 350 000 |
| Austria        | IFPI Austria           | Oro           | 15 000  |
| Bélgica        | BEA                    | Oro           | 15 000  |
| Canadá         | Music Canada           | 5× Platino    | 400 000 |
| Estados Unidos | RIAA                   | 4× Platino    | 4 000   |
| Francia        | SNEP                   | Oro           | 150 000 |
| Italia         | FIMI                   | Oro           | 15 000  |
| Nueva Zelanda  | RIANZ                  | 2× Platino    | 30 000  |
| Reino Unido    | BPI                    | Platino       | 600 000 |
| Suecia         | IFPI Suecia            | 4× Platino    | 160 000 |
| Suiza          | IFPI Suiza             | 2× Platino    | 60 000  |